# Protohermes flavipennis
Protohermes flavipennis är en insektsart som beskrevs av Navás 1929. Protohermes flavipennis ingår i släktet Protohermes och familjen Corydalidae. Inga underarter finns listade i Catalogue of Life.